# Lerntyp
Der Begriff Lerntyp bezeichnet eine wissenschaftlich abgelehnte Unterscheidung von Personen hinsichtlich besonders effizienten Lernverhaltens nach der Idee bevorzugter Wahrnehmungskanäle. Insbesondere in den Kognitionswissenschaften wird diese Typologie nicht gestützt; in der Psychologie werden Typenlehren grundsätzlich als überholt betrachtet. Ungeachtet dessen sind Lerntypologien populär, da sie vermeintlich dem „Interesse einer Effektivierung von Lernprozessen“ folgen, sie gelten daher als ein Faktoid.
Nach Pashler u. a. existieren im Jahr 2008 insgesamt 71 unterschiedliche Modelle von Lerntypologien, dabei genügten „fast alle Studien den fundamentalen Kriterien wissenschaftlicher Forschung“ nicht.
Von Lerntypen abzugrenzen sind personenunabhängige Lernstile. Diese beschreiben individuelle Präferenzen in verschiedenen Phasen eines Lernprozesses und können beispielsweise bei der Reflexion eigenen Lernverhaltens hilfreich sein.

## Allgemeines
Lerntypologie wird in folgenden Kontexten gebraucht:
- Lerntypologie nach Vester: Die Einteilung von Lernern nach Lerntypen aufgrund ihrer bevorzugten Lernaktivität wurde von Frederic Vester in seinem Buch Denken, Lernen, Vergessen propagiert. Lerneffektivität kann nach dieser Auffassung gesteigert werden, indem der jeweils richtige Wahrnehmungskanal (visueller, auditiver, haptischer,  kognitiver) angesprochen wird. Der Ansatz wird oft im Zusammenhang mit ganzheitlichem Lernen, handlungsorientiertem Lernen und Neuro-Linguistischem Programmieren genannt. Aufgrund ihrer Oberflächlichkeit und Inkonsistenz wird Vesters Typologie von der Lernpsychologie nicht ernst genommen. Oberflächlich ist Vester, da er unbestimmt lässt, ob sich seine Typisierung auf Präferenzen für bestimmte Informationsangebote oder für bestimmte mentale Formate und Prozesse bezieht. Inkonsistent ist seine Theorie, da er drei der Lerntypen über Wahrnehmungskanäle charakterisiert, während sich der vierte auf den Verstehensprozess bezieht – was die Frage aufwirft, woher der Lerner kognitiven Typs seinen Lernstoff bezieht und was die anderen Lerner mit ihren Sinnesdaten anfangen: „Gedanken ohne Inhalt sind leer, Anschauungen ohne Begriffe sind blind“ (Immanuel Kant: Kritik der reinen Vernunft).
- Fehlübersetzung der Arbeiten von Gagné: In Teilen des didaktischen Schrifttums steht Lerntypen als etwas unbeholfene Übersetzung für die namentlich von Robert Gagné klassifierten „types of learning“, also Arten des Lernens: assoziatives Lernen, Diskriminationslernen, Begriffslernen, Regellernen, Problemlösen.

## Hintergrund der theoretischen Arbeit zu Lerntypen
Eine allgemeine Vorstellung von Lehre ist, dass es sich hierbei nicht nur um die Vermittlung von Stoff und somit um das Fragmentieren und Aufbereiten von Inhalten handelt (siehe hierzu eine Vielzahl von Didaktikmodellen). Bei theoriegeleitetem Lehren sollen Lehrende vor Augen behalten, zu welchem Ziel (Lehr-/Lernziel) ein jeweiliger Inhalt vermittelt wird und welche Voraussetzungen bei der inhaltlichen und methodischen Gestaltung der Lehr-/Lernsituation berücksichtigt werden müssen.
Zu den Voraussetzungen, die von Lehrenden erhoben und berücksichtigt werden sollten, gehören unter anderem:
- soziokulturelle Bedingungen (wie bereits erfahrene oder vernachlässigte Förderungen durch das familiäre oder schulische Umfeld),
- vorhandenes Methodenrepertoire (Methodenkompetenzen, Soziale Kompetenzen, wie z. B. Textlesefähigkeiten, Visualisierungsfähigkeiten, Präsentationstechniken, Techniken der Materialbeschaffung und -bewertung für die Erarbeitung von Inhalten, Methodenkenntnisse für die Arbeit im Team und mit einem Partner, Methoden der (selbständigen) Sicherung von Lerninhalten, Techniken der Zusammenarbeit im Plenum),
- Generische Voraussetzungen für die Erarbeitung neuer Inhalte („Welche Aufnahmekanäle können angesprochen werden?“, „Auf welche Verarbeitungsmechanismen kann zurückgegriffen werden?“).

Zum letztgenannten Punkt haben sich verschiedene theoretische Positionen und Grundannahmen unter Überschriften mit teilweise überschneidenden Bedeutungshöfen entwickelt.
Einige der Theorien sind eher allgemein auf die Persönlichkeit ausgerichtet, andere fokussieren speziell Lernen und Denken:
- Lerntypen (Frederic Vester)
- Denkstile (Robert Sternberg)
- Lernstile und die ‘experiential learning theory’ von David Kolb, basierend auf Werken von John Dewey, Kurt Lewin, Jean Piaget und Joy Paul Guilford. Kolb hat seine Lernstile in einem Lernzyklus zusammengebracht, der von der Erfahrung im Experiment bis hin zur Abstrahierung reicht.

## Ablehnung des Begriffs und Kritik (Lernpsychologie)
Aufgrund mangelnder empirischer Belege oben genannter Ansätze bevorzugt die Lernpsychologie das Konzept der Lernstile, hier besonders die Untersuchungen von Kolb oder Honey & Mumford. Aus Sicht der Lernpsychologie werden Lerntypen im Sinne Vesters aus mehreren Gründen kritisiert:
- Die Einteilung von Personen anhand ihres Lerntyps basiert auf einem unzulässigen Schluss von Präferenzen in bestimmten Situationen auf überdauernde Merkmale.[2]
- Der überwiegende Teil menschlicher Gedächtnisinhalte ist völlig unabhängig von irgendeiner Sinnesmodalität gespeichert.[3]
- Es konnte empirisch nicht nachgewiesen werden, dass die Berücksichtigung des eigenen Lerntyps zu einer Verbesserung der Lernleistung führt.[4][5] Ebenso gibt es keine Hinweise dafür, dass die Berücksichtigung von verschiedenen Lerntypen durch Lehrkräfte zu einem Anstieg positiver Lerneffekte führt.[5][6]

### Historische Quellen
- Frederic Vester: Denken, Lernen, Vergessen, 1975, als Taschenbuch 1978, 36. Auflage dtv 2014, ISBN 978-3-423-33045-9; zumindest für den deutschen Sprachraum das Grundlagenbuch.
- Smith, Donna M., and David A. Kolb. 1986: The User's Guide for the Learning-Style Inventory: A Manual for Teachers and Trainers. McBer & Company. Boston, MA (englisch).
- Lewin, Kurt (1942) Field Theory and Learning in D Cartwright (ed.) Field Theory in Social Science: Selected theoretical papers, London; Social Science Paperbacks, 1951 (englisch).